# Erra-Liiva
Koordinaten: 59° 22′ N, 27° 0′ O
Erra-Liiva ist ein Dorf (estnisch küla) in der Landgemeinde Sonda (Sonda vald). Es liegt im Kreis Ida-Viru (Ost-Wierland) im Nordosten Estlands.

## Beschreibung
Das Dorf hat 72 Einwohner (Stand 1. Januar 2009). Es liegt östlich der Stadt Kiviõli.

## Schatzfund von Erra-Liiva
1939 wurde in der Erde von Erra-Liiva ein Münzschatz gefunden. Er besteht aus 176 arabischen, zwei byzantinischen und einer indischen Münze. Sie wurden wahrscheinlich Ende des 10. Jahrhunderts dort vergraben. Bei dem Schatz lag auch ein spiralförmiges Halsband aus Silber.